# ایستگاه تاواراماچی
ایستگاه تاواراماچی (به ژاپنی: 田原町駅 Tawaramachi Station) یک ایستگاه مترو وابسته به خط گینزا در تایتو-کو، توکیو در ژاپن است. این ایستگاه توسط متروی توکیو اداره می‌شود و با علامت G-18 مشخص می‌شود.